# Stazione di Galway
La stazione di Galway è lo scalo terminale della Galway–Athlone che fornisce servizio all'omonima città della contea di Galway, Irlanda.

## Storia
La stazione fu aperta il 1º agosto 1851 assieme alla linea proveniente da Mullingar costruita dalla Midland Great Western Railway (MGWR).
Fu ribattezzata il 10 aprile 1966 alla memoria di Éamonn Ceannt uno degli ero patrioti, leader della Rivolta di Pasqua del 1916 e, in seguito alla soppressione di questa, condannato a morte e giustiziato tramite fucilazione.

## Strutture ed impianti
La stazione è dotata di due binari, il binario 1 serve da capolinea, per la partenza e gli arrivi degli InterCity per Dublino Heuston, mentre il binario 2, dotato di banchina più corta, è utilizzato per i treni locali della direttrice Galway–Limerick e, dal 2011 per i suburbani verso Athenry.

## Movimento
La linea è servita dalle seguenti linee:
- InterCity Dublino Heuston–Galway
- locali Galway–Limerick
- servizio suburbano per Athenry

Con il completamento del Western Rail Corridor, sarà attivato anche un servizio suburbano per Tuam e servizi locali per Claremorris, Collooney e Sligo.

## Servizi
- Servizi igienici
- Capolinea autolinee
- Biglietteria a sportello
- Biglietteria self-service
- Distribuzione automatica cibi e bevande